# Чемпіонат Європи з боротьби 2020
Чемпіонат Європи з боротьби 2020 проходив  з 10 по 16 лютого в місті Рим, Італія.

## Розподіл нагород

### Загальний медальний залік
*   Країна-господарка ( Італія)
| Місце               | Країна              | Золото | Срібло | Бронза | Загалом |
| ------------------- | ------------------- | ------ | ------ | ------ | ------- |
| 1                   | Росія               | 9      | 6      | 7      | 22      |
| 2                   | Болгарія            | 3      | 2      | 1      | 6       |
| 3                   | Білорусь            | 3      | 1      | 4      | 8       |
| 4                   | Україна             | 2      | 3      | 8      | 13      |
| 5                   | Азербайджан         | 2      | 2      | 9      | 13      |
| 6                   | Вірменія            | 2      | 0      | 3      | 5       |
| 7                   | Норвегія            | 2      | 0      | 1      | 3       |
| 8                   | Туреччина           | 1      | 3      | 5      | 9       |
| 9                   | Грузія              | 1      | 3      | 4      | 8       |
| 10                  | Італія*             | 1      | 2      | 1      | 4       |
| 11                  | Німеччина           | 1      | 1      | 5      | 7       |
| 12                  | Румунія             | 1      | 1      | 2      | 4       |
| 13                  | Польща              | 1      | 1      | 0      | 2       |
| 14                  | Молдова             | 1      | 0      | 1      | 2       |
| 15                  | Угорщина            | 0      | 2      | 1      | 3       |
| 16                  | Нідерланди          | 0      | 1      | 0      | 1       |
| 16                  | Сан-Марино          | 0      | 1      | 0      | 1       |
| 16                  | Швейцарія           | 0      | 1      | 0      | 1       |
| 19                  | Швеція              | 0      | 0      | 4      | 4       |
| 20                  | Литва               | 0      | 0      | 2      | 2       |
| 21                  | Сербія              | 0      | 0      | 1      | 1       |
| 21                  | Словаччина          | 0      | 0      | 1      | 1       |
| Загалом (22 збірні) | Загалом (22 збірні) | 30     | 30     | 60     | 120     |

### Рейтинг команд
| Місце | Чоловіки, вільний стиль | Чоловіки, вільний стиль | Жінки, вільний стиль | Жінки, вільний стиль | Чоловіки, греко-римська | Чоловіки, греко-римська |
| Місце | Країна                  | Очки                    | Країна               | Очки                 | Країна                  | Очки                    |
| ----- | ----------------------- | ----------------------- | -------------------- | -------------------- | ----------------------- | ----------------------- |
| 1     | Росія                   | 186                     | Росія                | 128                  | Росія                   | 190                     |
| 2     | Азербайджан             | 116                     | Азербайджан          | 116                  | Україна                 | 155                     |
| 3     | Грузія                  | 95                      | Туреччина            | 90                   | Білорусь                | 97                      |
| 4     | Туреччина               | 95                      | Вірменія             | 84                   | Болгарія                | 89                      |
| 5     | Білорусь                | 85                      | Грузія               | 82                   | Туреччина               | 87                      |
| 6     | Польща                  | 65                      | Україна              | 81                   | Німеччина               | 86                      |
| 7     | Вірменія                | 65                      | Угорщина             | 79                   | Азербайджан             | 65                      |
| 8     | Україна                 | 64                      | Болгарія             | 75                   | Молдова                 | 55                      |
| 9     | Румунія                 | 53                      | Білорусь             | 59                   | Румунія                 | 51                      |
| 10    | Болгарія                | 50                      | Німеччина            | 55                   | Італія                  | 46                      |

### Чоловіки, вільний стиль
| Дисципліна | Золото                           | Срібло                           | Бронза                      |
| ---------- | -------------------------------- | -------------------------------- | --------------------------- |
| 57 кг      | Азамат Тускаєв (RUS)             | Сулейман Атлі (TUR)              | Горст Лер (GER)             |
| 57 кг      | Азамат Тускаєв (RUS)             | Сулейман Атлі (TUR)              | Стеван Мічич (SRB)          |
| 61 кг      | Олександр Богомоєв (RUS)         | Бека Ломтадзе (GEO)              | Ніколай Охлопков (ROU)      |
| 61 кг      | Олександр Богомоєв (RUS)         | Бека Ломтадзе (GEO)              | Арсен Арутюнян (ARM)        |
| 65 кг      | Курбан Шираєв (RUS)              | Нюргун Скрябін (BLR)             | Алі Рахімзаде (AZE)         |
| 65 кг      | Курбан Шираєв (RUS)              | Нюргун Скрябін (BLR)             | Ерік Арушанян (UKR)         |
| 70 кг      | Магомедмурад Гаджієв (POL)       | Агахусейн Мустафаєв (AZE)        | Хайдар Явуз (TUR)           |
| 70 кг      | Магомедмурад Гаджієв (POL)       | Агахусейн Мустафаєв (AZE)        | Михайло Сава (MDA)          |
| 74 кг      | Франк Чамісо (ITA)               | Магомедрасул Газімагомедов (RUS) | Автанділ Кенчадзе (GEO)     |
| 74 кг      | Франк Чамісо (ITA)               | Магомедрасул Газімагомедов (RUS) | Сонер Демірташ (TUR)        |
| 79 кг      | Магомедхабіб Кадимагомедов (BLR) | Магомед Рамазанов (RUS)          | Василь Михайлов (UKR)       |
| 79 кг      | Магомедхабіб Кадимагомедов (BLR) | Магомед Рамазанов (RUS)          | Джабраїл Гасанов (AZE)      |
| 86 кг      | Артур Найфонов (RUS)             | Майлз Амін (SMR)                 | Расул Тихаєв (BLR)          |
| 86 кг      | Артур Найфонов (RUS)             | Майлз Амін (SMR)                 | Борис Макоєв (SVK)          |
| 92 кг      | Сулейман Караденіз (TUR)         | Самуель Шеррер (SUI)             | Омаргаджі Магомедов (BLR)   |
| 92 кг      | Сулейман Караденіз (TUR)         | Самуель Шеррер (SUI)             | Асланбек Алборов (AZE)      |
| 97 кг      | Абдулрашид Садулаєв (RUS)        | Альберт Сарітов (ROU)            | Абрахам Коньєдо (ITA)       |
| 97 кг      | Абдулрашид Садулаєв (RUS)        | Альберт Сарітов (ROU)            | Елізбар Одікадзе (GEO)      |
| 125 кг     | Гено Петріашвілі (GEO)           | Роберт Баран (POL)               | Балдан Цижипов (RUS)        |
| 125 кг     | Гено Петріашвілі (GEO)           | Роберт Баран (POL)               | Джамаладдін Магомедов (AZE) |

### Чоловіки, греко-римська
| Дисципліна | Золото                      | Срібло                    | Бронза                  |
| ---------- | --------------------------- | ------------------------- | ----------------------- |
| 55 кг      | Едмонд Назарян (BUL)        | Віталій Кабалоєв (RUS)    | Ельденіз Азізлі (AZE)   |
| 55 кг      | Едмонд Назарян (BUL)        | Віталій Кабалоєв (RUS)    | Нугзарі Цурцумія (GEO)  |
| 60 кг      | Геворг Гарібян (ARM)        | Керем Камаль (TUR)        | Мурад Базаров (AZE)     |
| 60 кг      | Геворг Гарібян (ARM)        | Керем Камаль (TUR)        | Аміран Шавадзе (GEO)    |
| 63 кг      | Максим Негода (BLR)         | Ібрагім Лабазанов (RUS)   | Ерік Торба (HUN)        |
| 63 кг      | Максим Негода (BLR)         | Ібрагім Лабазанов (RUS)   | Ленур Теміров (UKR)     |
| 67 кг      | Мортен Торесен (NOR)        | Назір Абдулаєв (RUS)      | Кріступас Шлейва (LIT)  |
| 67 кг      | Мортен Торесен (NOR)        | Назір Абдулаєв (RUS)      | Карен Асланян (ARM)     |
| 72 кг      | Френк Стаблер (GER)         | Юрі Ломадзе (GEO)         | Ульві Ганізаде (AZE)    |
| 72 кг      | Френк Стаблер (GER)         | Юрі Ломадзе (GEO)         | Сельчук Кан (TUR)       |
| 77 кг      | Санан Сулейманов (AZE)      | Золтан Левай (HUN)        | Алекс Кессідіс (SWE)    |
| 77 кг      | Санан Сулейманов (AZE)      | Золтан Левай (HUN)        | Карапет Чалян (ARM)     |
| 82 кг      | Рафік Гусейнов (AZE)        | Даніель Александров (BUL) | Богдан Курінной (SWE)   |
| 82 кг      | Рафік Гусейнов (AZE)        | Даніель Александров (BUL) | Ганнес Вагнер (GER)     |
| 87 кг      | Семен Новіков (UKR)         | Віктор Лерінц (HUN)       | Олександр Комаров (RUS) |
| 87 кг      | Семен Новіков (UKR)         | Віктор Лерінц (HUN)       | Іслам Аббасов (AZE)     |
| 97 кг      | Артур Алексанян (ARM)       | Ніколоз Кахелашвілі (ITA) | Дженк Ільдем (TUR)      |
| 97 кг      | Артур Алексанян (ARM)       | Ніколоз Кахелашвілі (ITA) | Олександр Головін (RUS) |
| 130 кг     | Алін Алексус-Чіураріу (ROU) | Леван Арабулі (GEO)       | Микола Кучмій (UKR)     |
| 130 кг     | Алін Алексус-Чіураріу (ROU) | Леван Арабулі (GEO)       | Єлло Крамер (GER)       |

### Жінки, вільний стиль
| Дисципліна | Золото                    | Срібло                | Бронза                  |
| ---------- | ------------------------- | --------------------- | ----------------------- |
| 50 кг      | Міглена Селішка (BUL)     | Оксана Лівач (UKR)    | Ксенія Станкевич (BLR)  |
| 50 кг      | Міглена Селішка (BUL)     | Оксана Лівач (UKR)    | Мілана Дадашева (RUS)   |
| 53 кг      | Ванесса Колодинська (BLR) | Джессіка Блажка (NED) | Анніка Вендл (GER)      |
| 53 кг      | Ванесса Колодинська (BLR) | Джессіка Блажка (NED) | Стальвіра Оршуш (RUS)   |
| 55 кг      | Ольга Хорошавцева (RUS)   | Соломія Винник (UKR)  | Бедіха Гюн (TUR)        |
| 55 кг      | Ольга Хорошавцева (RUS)   | Соломія Винник (UKR)  | Софія Маттссон (SWE)    |
| 57 кг      | Грейс Буллен (NOR)        | Аліна Акобія (UKR)    | Юханна Ліндборг (SWE)   |
| 57 кг      | Грейс Буллен (NOR)        | Аліна Акобія (UKR)    | Ірина Курочкіна (BLR)   |
| 59 кг      | Анастасія Нікіта (MDA)    | Біляна Дудова (BUL)   | Любов Овчарова (RUS)    |
| 59 кг      | Анастасія Нікіта (MDA)    | Біляна Дудова (BUL)   | Ангеліна Лисак (UKR)    |
| 62 кг      | Юлія Ткач (UKR)           | Інна Тражукова (RUS)  | Тайбе Юсейн (BUL)       |
| 62 кг      | Юлія Ткач (UKR)           | Інна Тражукова (RUS)  | Тетяна Омельченко (AZE) |
| 65 кг      | Мімі Христова (BUL)       | Еліс Манолова (AZE)   | Ірина Коляденко (UKR)   |
| 65 кг      | Мімі Христова (BUL)       | Еліс Манолова (AZE)   | Марія Кузнецова (RUS)   |
| 68 кг      | Ханум Велієва (RUS)       | Далма Канева (ITA)    | Дануте Домікайте (LIT)  |
| 68 кг      | Ханум Велієва (RUS)       | Далма Канева (ITA)    | Алла Черкасова (UKR)    |
| 72 кг      | Наталія Воробйова (RUS)   | Марія Сельмаєр (GER)  | Каталіна Аксенте (ROU)  |
| 72 кг      | Наталія Воробйова (RUS)   | Марія Сельмаєр (GER)  | Аліна Бережна (UKR)     |
| 76 кг      | Катерина Букіна (RUS)     | Ясемін Адар (TUR)     | Аліне Фоккен (GER)      |
| 76 кг      | Катерина Букіна (RUS)     | Ясемін Адар (TUR)     | Ізелін Солхейм (NOR)    |